# 戈爾德斯韋特 (德克薩斯州)
戈爾德斯韋特（英語：Goldthwaite）是一個位於美國德克薩斯州米爾斯縣的城市。根據2010年美國人口普查，該地共人口1878人，而該地的面積約為4.50平方千米。同時該地也是米爾斯縣的縣治。

## 地理
戈爾德斯韋特的座標為31°27′02″N 98°34′16″W / 31.45056°N 98.57111°W，而該地的平均海拔高度為479米（即1572英尺）。